# Ukraiinka, Novovoronțovka
Ukraiinka (în ucraineană Українка) este un sat în comuna Bileaiivka din raionul Novovoronțovka, regiunea Herson, Ucraina.

## Demografie
Componența lingvistică a localității Ukraiinka
     Ucraineană (92,97%)
     Rusă (3,83%)
     Română (3,19%)
Conform recensământului din 2001, majoritatea populației localității Ukraiinka era vorbitoare de ucraineană (92,97%), existând în minoritate și vorbitori de rusă (3,83%) și română (3,19%).